# Dušan Joković
Dušan Joković (in serbo Душан Јоковић?; Kraljevo, 4 luglio 1999) è un calciatore serbo, difensore del Příbram.

## Carriera
Inizia la propria carriera nel Brodarac e nel LASK, che nel 2018 lo presta al Sesvete; debutta il 2 settembre in occasione dell'incontro di 2. HNL perso 1-0 contro l'Osijek II. Terminata la stagione viene acquistato a titolo definitivo.
Nel gennaio del 2020 fa ritorno in patria al Proleter Novi Sad, club militante nella prima divisione serba.
Nella stagione 2022-2023 ha giocato nella prima divisione macedone con il Brera Strumica.

## Statistiche
Statistiche aggiornate al 2 novembre 2021.

### Presenze e reti nei club
| Stagione        | Squadra           | Campionato      | Campionato | Campionato | Coppe nazionali | Coppe nazionali | Coppe nazionali | Coppe continentali | Coppe continentali | Coppe continentali | Altre coppe | Altre coppe | Altre coppe | Totale | Totale | Totale |
| Stagione        | Squadra           | Comp            | Pres       | Reti       | Comp            | Pres            | Reti            | Comp               | Pres               | Reti               | Comp        | Pres        | Reti        | Pres   | Reti   |        |
| --------------- | ----------------- | --------------- | ---------- | ---------- | --------------- | --------------- | --------------- | ------------------ | ------------------ | ------------------ | ----------- | ----------- | ----------- | ------ | ------ | ------ |
| 2018-2019       | Sesvete           | 2.HNL           | 21         | 1          | CC              | 0               | 0               |                    | -                  | -                  |             | -           | -           | 21     | 1      |        |
| 2019-gen. 2020  | Sesvete           | 2.HNL           | 12         | 1          | CC              | 0               | 0               |                    | -                  | -                  |             | -           | -           | 12     | 1      |        |
| gen.-giu. 2020  | Proleter Novi Sad | SL              | 7          | 2          | CS              | 0               | 0               |                    | -                  | -                  |             | -           | -           | 7      | 2      |        |
| 2020-2021       | Proleter Novi Sad | SL              | 15         | 0          | CS              | 2               | 0               |                    | -                  | -                  |             | -           | -           | 17     | 0      |        |
| 2021-2022       | Proleter Novi Sad | SL              | 6          | 1          | CS              | 1               | 0               |                    | -                  | -                  |             | -           | -           | 7      | 1      |        |
| Totale carriera | Totale carriera   | Totale carriera | 61         | 5          |                 | 3               | 0               |                    | -                  | -                  |             | -           | -           | 64     | 5      |        |